# Friedrich Wilhelm Barthold

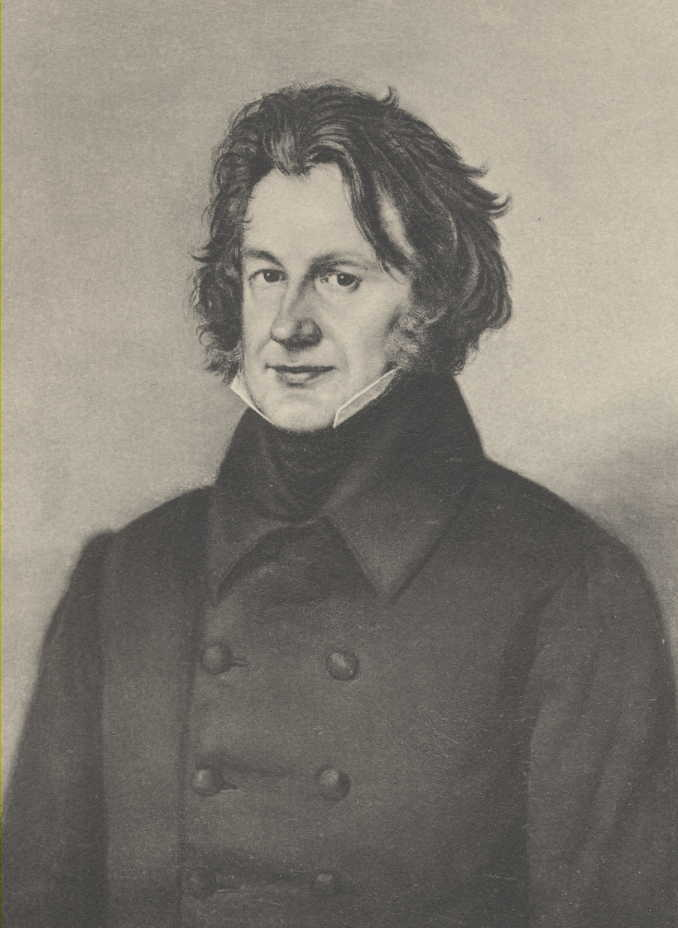
Friedrich Wilhelm Barthold, 1840.

Friedrich Wilhelm Barthold, född 4 september 1799 i Berlin, död 14 januari 1858 i Greifswald, var en tysk historiker.
Barthold, som var professor vid Greifswalds universitet, har kritiserats för föga djupgående urkundsforskning och för att huvudsakligen ha begagnat sig av tryckta källor. I sitt arbete om trettioåriga kriget skildrar han Gustav II Adolf som en kung som endast av egoistiska erövringsplaner och genom Richelieus lockelser drivits till att kasta sig in i kriget, till stor skada för Tysklands enhet, en beskrivning som blev omstridd även i Tyskland.